# Tibatrochus
Tibatrochus is een geslacht van weekdieren uit de klasse van de Gastropoda (slakken).

## Soorten
- Tibatrochus husaensis Nomura, 1940
- Tibatrochus incertus (Schepman, 1908)